# 2679 Kittisvaara
2679 Kittisvaara è un asteroide della fascia principale. Scoperto nel 1939, presenta un'orbita caratterizzata da un semiasse maggiore pari a 2,6215648 au e da un'eccentricità di 0,1020575, inclinata di 10,09714° rispetto all'eclittica.
L'asteroide è dedicato all'omonima collina nei pressi di Tornedalen che costituì il punto più settentrionale dell'arco geodetico con cui Pierre Louis Maupertuis e Anders Celsius provarono l'appiattimento della Terra ai poli.